# Элеотровые
Элеотровые, или головешковые (лат. Eleotridae), — семейство лучепёрых рыб из отряда бычкообразных (Gobiiformes). В состав семейства включают 142 вида, объединённых в 28 родов.

## Описание
Удлинённое тело покрыто циклоидной или ктеноидной чешуёй. Брюшные плавники не образуют брюшной присоски, но их основания могут быть сближены или соединены. В колючей части спинного плавника 2—8 жёстких гибких лучей. Две эпуралии. Позвонков 25—28. Шесть лучей в жаберной перепонке.
Максимальная длина тела у представителей разных видов варьирует от менее 1 см у представителей рода Leptophilypnion до 70 см — у пятнистого дормитатора.

## Распространение и места обитания
Большинство видов встречается в тропических областях Индо-Тихоокеанской области, а также в субтропических и умеренных регионах. Несколько видов распространены в тёплых областях Северной и Южной Америки и у атлантического побережья Африки. В Северном полушарии встречаются до атлантического побережья США, а в Южном — до острова Стьюарт (Новая Зеландия). Многие элеотровые на планктонной личиночной стадии обитают в морской воде, некоторые виды являются полностью морскими, однако большинство видов — пресноводные или солоноватоводные. Представители одного из родов (Caecieleotris) — пещерные рыбы.

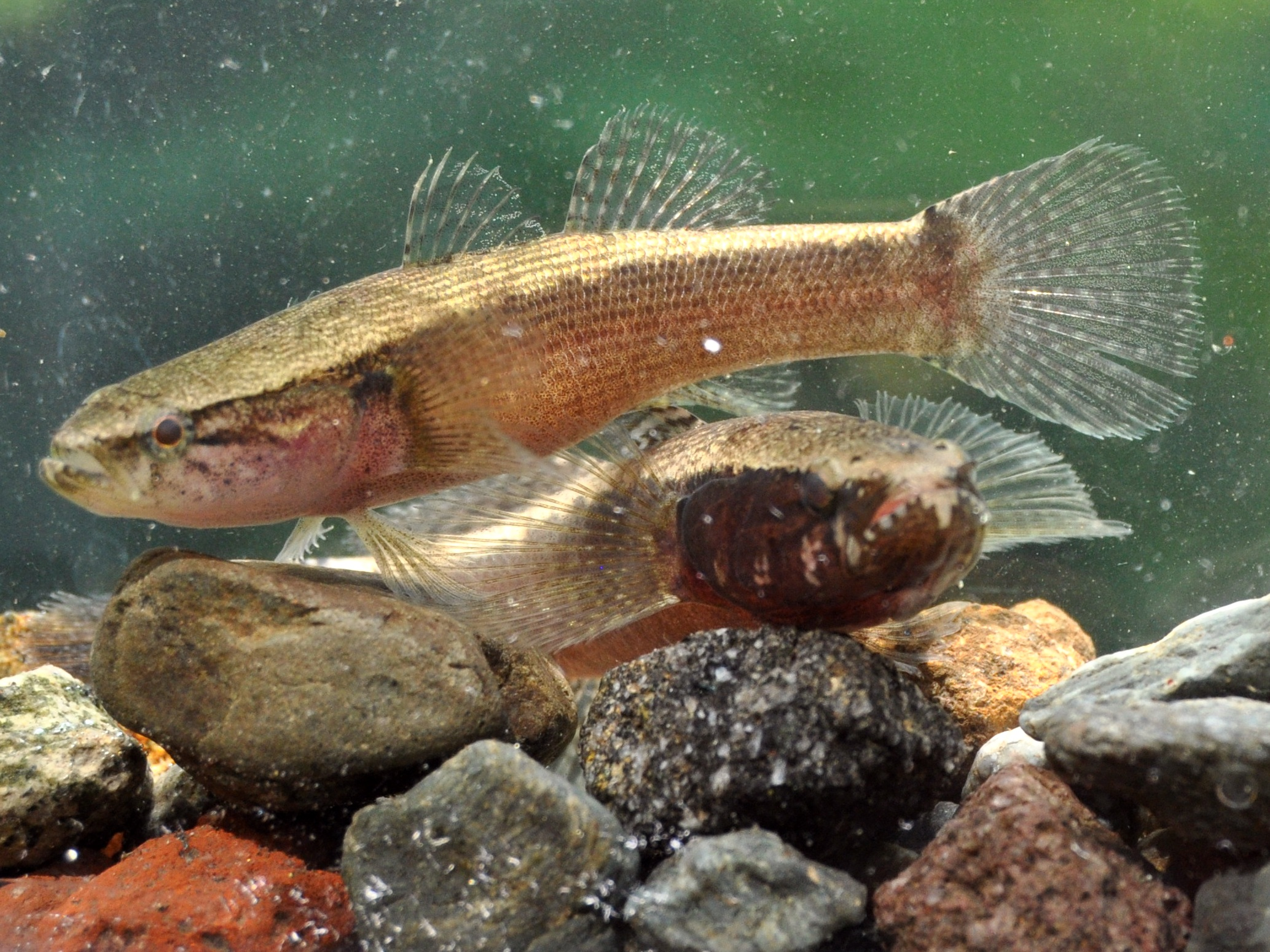
Eleotris fusca

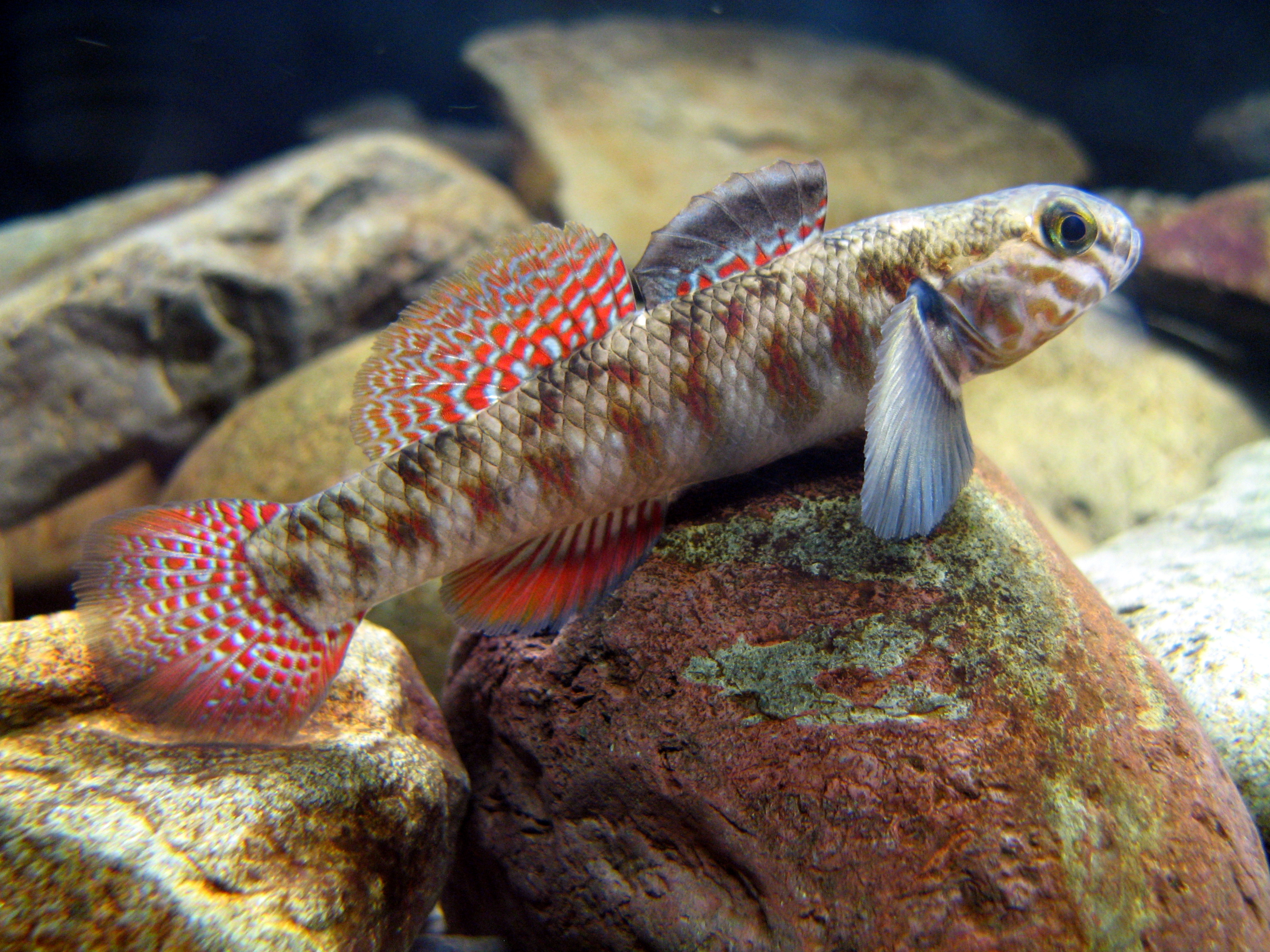
Gobiomorphus huttoni

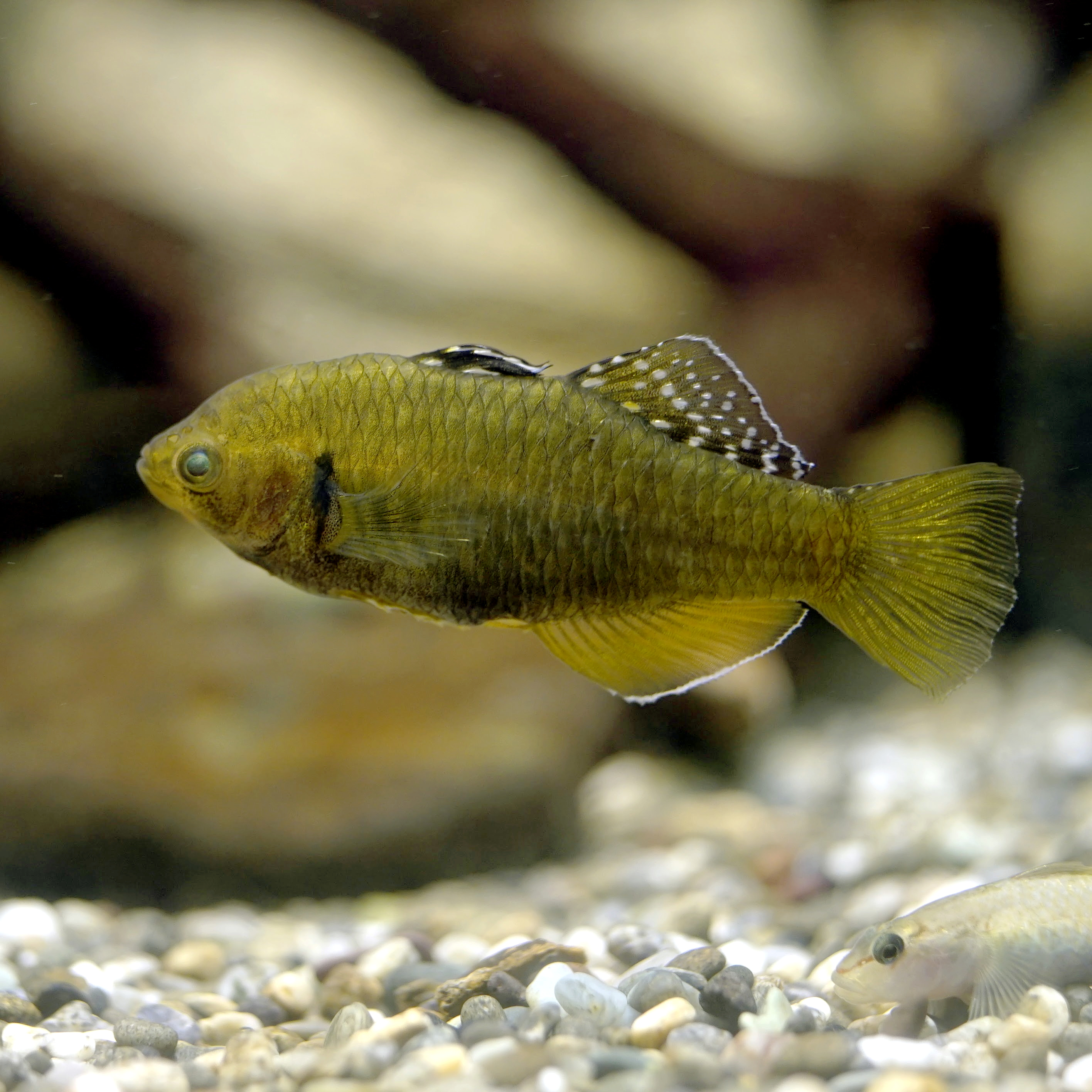
Hypseleotris cyprinoides

## Классификация
В составе семейства выделяют 28 родов и 142 видами:
- Allomicrodesmus Schultz, 1966
- Allomogurnda Allen, 2003
- Belobranchus Bleeker, 1857
- Bunaka Herre, 1927 — Бунаки
- Caecieleotris Walsh & Chakrabarty, 2016[5]
- Calumia Smith, 1958 — Калумии
- Dormitator Gill, 1861 — Дормитаторы
- Eleotris Bloch & Schneider, 1801 — Элеотрисы
- Erotelis Poey, 1860 — Эротелисы
- Giuris Sauvage, 1880
- Gobiomorphus Gill, 1863 — Гобиоморфы
- Gobiomorus Lacépède, 1800 — Гобиоморусы
- Guavina Bleeker, 1874 — Гуавины
- Gymnoxenisthmus Gill, Bogorodsky & Mal, 2014[6]
- Hemieleotris Meek & Hildebrand, 1916
- Hypseleotris Gill, 1863 — Гипсэлеотрисы
- Kimberleyeleotris Hoese & Allen, 1987
- Leptophilypnion Roberts, 2013
- Leptophilypnus Meek & Hildebrand, 1916 — Лептофилипны
- Microphilypnus Myers, 1927
- Mogurnda Gill, 1863 — Могурнды
- Paraxenisthmus Gill & Hoese, 1993
- Philypnodon Bleeker, 1874 — Филипнодоны
- Ratsirakia Maugé, 1984
- Rotuma Springer, 1988
- Tateurndina Nichols, 1955
- Tyson Springer, 1983
- Xenisthmus Snyder, 1908 — Ксенистмусы